# Szkoła życia (serial telewizyjny)
Szkoła życia – polski serial paradokumentalny emitowany od 9 września do 18 listopada 2013 na antenie TVP2, wymyślony przez Andrzeja Staszczyka.
Serial był nominowany do Telekamer 2014 w kategorii Najlepszy serial paradokumentalny.

## Opis fabuły
W każdym odcinku przedstawiano różne problemy dręczące uczniów współczesnej szkoły, którzy oprócz błahych kwestii takich jak problemy z nauką czy nieumiejętne porozumiewanie się z rodzicami i nauczycielami, mierzyli się również z bardzo trudnymi tematami takimi jak sponsoring, niechciana ciąża i narkomania, które uważane są często za tabu. Pod koniec odcinka wszelkie sytuacje oceniał psycholog, który konsultował przedstawione wydarzenia, który wskazywał błędy każdej ze stron, a także sugerował prawidłowe reakcje i zachowania.

## Spis serii
| Seria | Sezon       | Odcinki   | Premiera serii  | Finał serii       | Pora emisji               |
| ----- | ----------- | --------- | --------------- | ----------------- | ------------------------- |
| 1     | jesień 2013 | 1–48 (48) | 9 września 2013 | 18 listopada 2013 | poniedziałek–piątek 17.15 |